# Trifling with Fate
Trifling with Fate is een Amerikaanse
romantische komedie uit 2000.

## Verhaal
De film verhaalt over klassieke goden die tussen gewone stervelingen
leven. Muse Allissandra's hart is gebroken als Het Lot haar haar geliefde
Ralph ontneemt. Ze besluit wraak te nemen op Het Lot en krijgt daarvoor de
hulp van haar vrienden Roem, Voorspoed en Oorzaak en Gevolg
.

## Rolbezetting
| Acteur                | Personage        | Opmerkingen       |
| --------------------- | ---------------- | ----------------- |
| Ardythe Ashley        | Irony            | Ironie            |
| Vivienne Benesch      | Fortune          | Voorspoed         |
| Robin Dorian          | Cause and Effect | Oorzaak en Gevolg |
| Ryan Dunn             | Fate             | Lot               |
| Rob Gerlach           |                  |                   |
| Kat Gang              | Karen            |                   |
| Holter Graham         | David            |                   |
| Jason Butler Harner   |                  | kunstenaar        |
| Michael Hayward-Jones | Boredom          | Verveling         |
| Teri Lamm             | Allissandra      |                   |
| Simon Leopold         | kunstenaar       |                   |
| Gordon Elliott        | Cedric           |                   |
| Michael McKenzie      | Hobart           |                   |
| Edelen McWilliams     |                  | moderne moeder    |
| Bridget Moynahan      | Fame             | Roem              |
| Enrique Rodriguez     | goede vader      |                   |
| Charles Tuthill       | Jonas            |                   |
| Mark Schwartz         | Mistake          | Fout              |
| Ed Vassallo           | John             |                   |
| Sarah Winkler         | Zoë              |                   |
| Beth Zetlin           | Corinna          |                   |
| Louisa Bradshaw       | Karen            |                   |
| Stephen Hughes        | manager          |                   |